# Neoplan Airliner

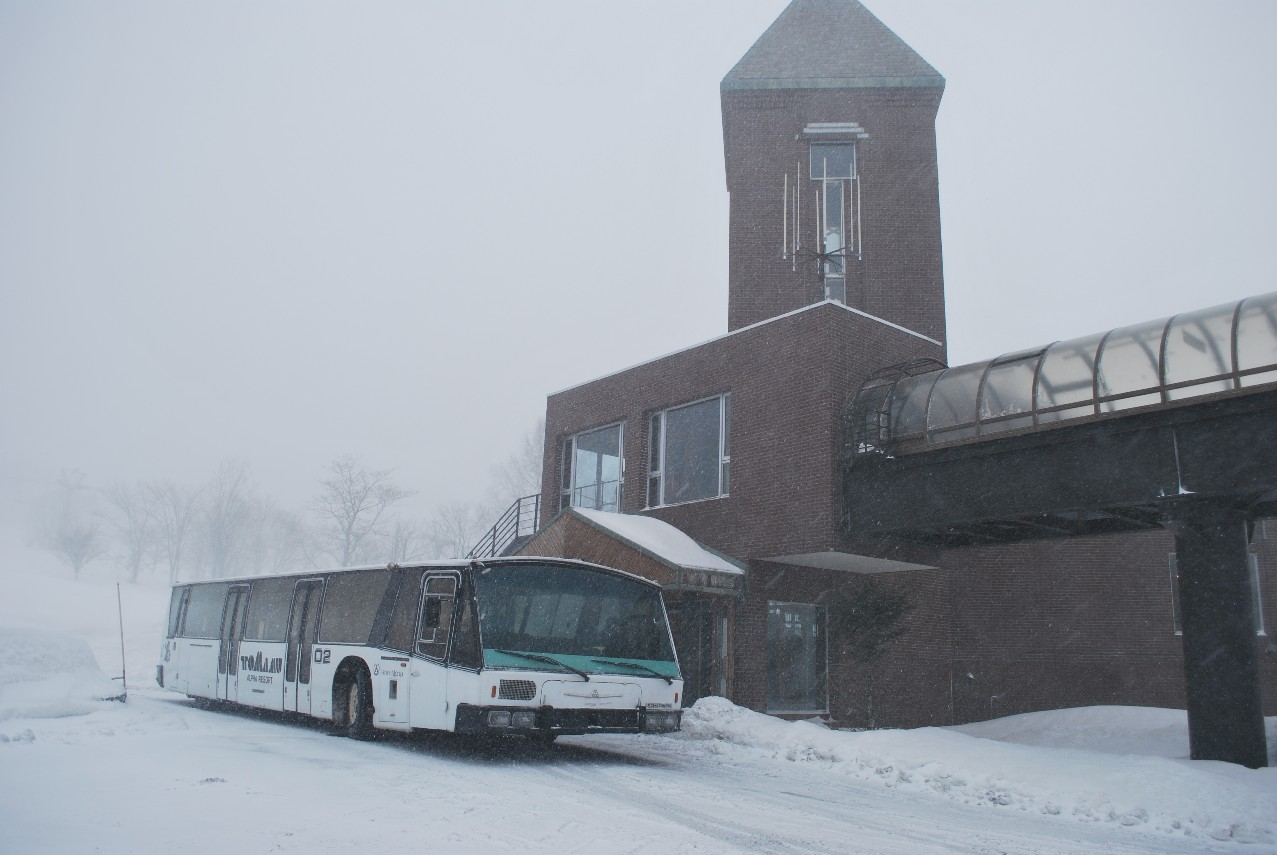
Neoplan Airliner N940

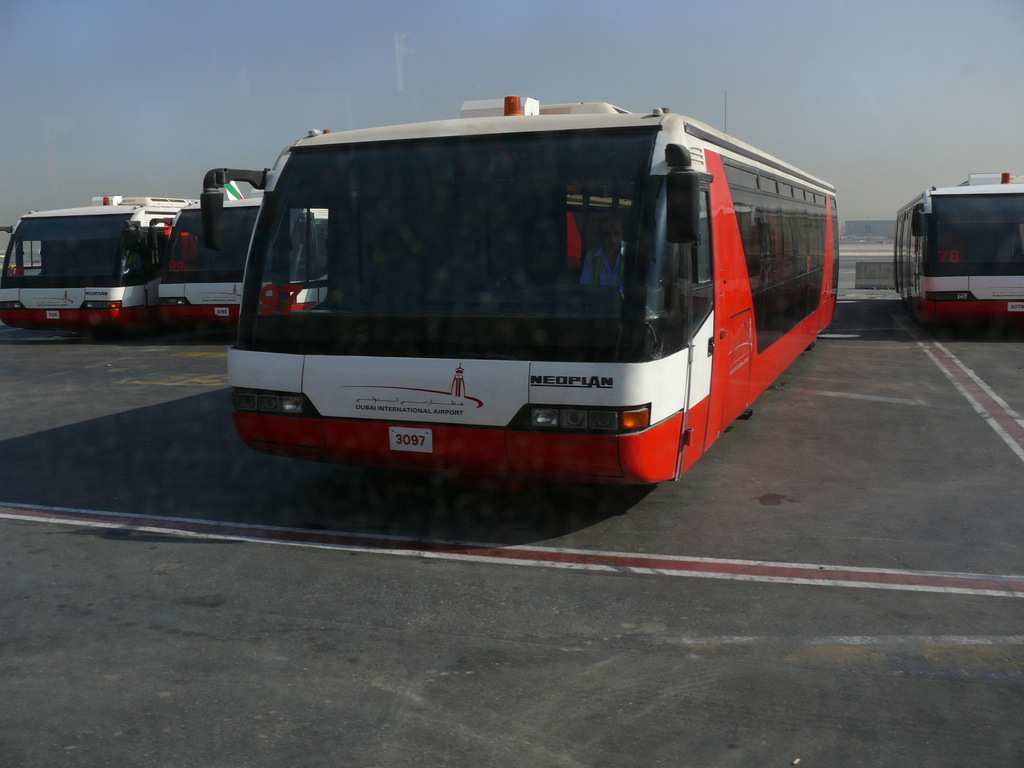
Neoplan Airliner op Dubai International Airport

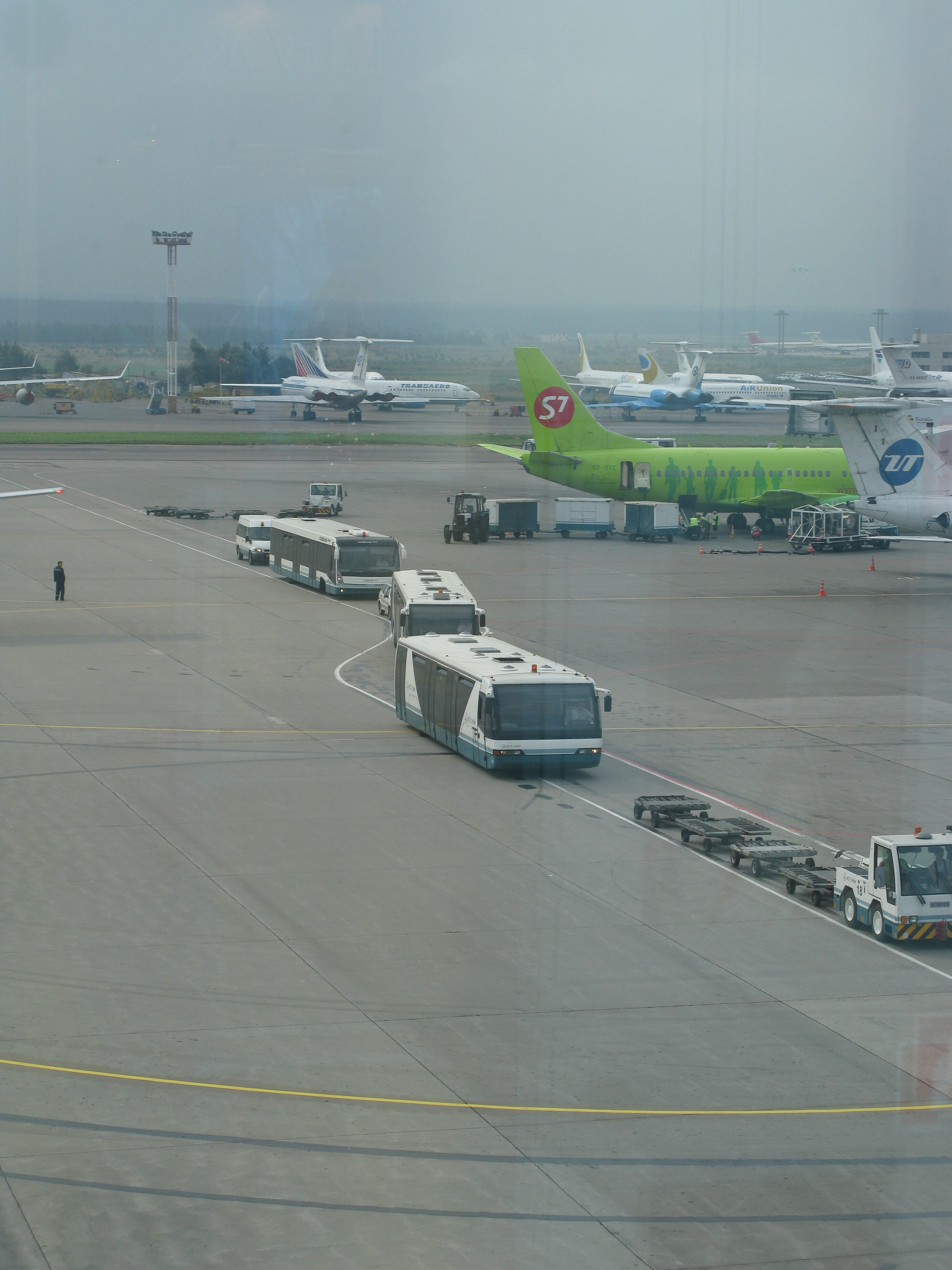
Neoplan Airliner met daarachter twee Contrac Cobus COBUS bussen

De Neoplan Airliner of Viseon A-series is een lagevloer-autobus. Producent is het Duitse bedrijf Neoplan Bus GmbH. De eerste bus van dit type werd in 1953 gebouwd. Met dit voertuig realiseerde Neoplan de eerste autobus die speciaal was ontworpen voor gebruik op vliegvelden. Sinds 2009 worden de voertuigen onder licentie geproduceerd door Viseon.
De bussen hebben een volledig verlaagde vloer en grote toegangsdeuren aan beide zijdes van het voertuig. Het ontwerp is er op ingericht om zoveel mogelijk passagiers met bagage in korte tijd te laten in- en uitstappen. Om veel mensen tegelijk te kunnen vervoeren zijn er weinig zitplaatsen en is er veel staruimte.

## Modellen
Anno 2011 worden vijf versies van de Neoplan Airliner gebouwd. Deze zijn in 2004 voor het eerst geproduceerd
- N 9112 K;
- N 9112;
- N 9112 L;
- N 9122;
- N 9122 L;

Het verschil N9112 en de N9122 ligt hem vooral in de breedte. De N9112 is 2,75m breed en de N9122 is 3,17m breed.

## Oude modellen
De oudere modellen van de Airliner zijn onder andere:
- N 912
- N 922
- N 940
- N 940 H
- N 980 Galaxy Lounge
- N 9012 K;
- N 9012;
- N 9012 L;
- N 9022;
- N 9022 L;
- N 9044
- NH 11 TR
- V.I.P.Bus

## Speciale uitvoeringen

### N 980 Galaxy Lounge & V.I.P. Bus
Enkele modellen uit de Airliner-reeks waren speciaal en weken af van de standaardmodellen. Dit waren:
- N 980 Galaxy Lounge; Een dubbeldeksbus die door middel van een gangway direct gekoppeld kon worden aan een vliegtuig.
- V.I.P. Bus; Speciale Vip-uitvoering, deze was kleiner van formaat en luxer uitgevoerd dan de gewone modellen.

### Technische specificaties N 980 Galaxy Lounge & V.I.P. Bus
|                            | N 980 Galaxy Lounge                                        | V.I.P. Bus               |
| -------------------------- | ---------------------------------------------------------- | ------------------------ |
| Lengte                     | 15 000 mm (ingeklapte sluis) 18 000 mm (uitgeklapte sluis) | 6 690 mm                 |
| Breedte                    | 4 500 mm                                                   | 2 300 mm                 |
| Hoogte                     | 4 500 mm                                                   | 2 420 mm                 |
| Motor                      | Mercedes Benz DB-OM 403 - V 10                             | Mercedes Benz OM 601     |
| Vermogen                   | 235 kW (320 pk)                                            | 58 kW (79 pk)            |
| Versnellingsbak            | Automaat Voith Voith 851                                   | Automaat Voith Voith 851 |
| Aantal zitplaatsen         | ca. 150 personen                                           | ca. 17 personen          |
| Aantal staanplaatsen       | ca. 192 personen                                           | ca. 8 personen           |
| Maximaal aantal passagiers | ca. 342 personen                                           | ca. 25 personen          |

### Neoplan Airliner V.I.P.
De huidige standaard Neoplan Airlinerversies kunnen aangepast worden naar een luxere eerste klas-uitvoering. Deze bussen zijn voorzien van luxere stoelen, bagagerekken, tafeltjes en kasten met laden. In tegenstelling tot de standaarduitvoeringen bevatten de luxere uitvoeringen geen staanplaatsen.

## Technische specificaties Neoplan Airliner[2]
|                                          | N 9112 K                               | N 9112                                 | N 9112 L                               | N 9122                                  | N 9122 L                                |
| ---------------------------------------- | -------------------------------------- | -------------------------------------- | -------------------------------------- | --------------------------------------- | --------------------------------------- |
| Lengte                                   | 11 946 mm                              | 13 283 mm                              | 14 720 mm                              | 13 283 mm                               | 14 720 mm                               |
| Breedte                                  | 2 750 mm                               | 2 750 mm                               | 2 750 mm                               | 3 170 mm                                | 3 170 mm                                |
| Hoogte                                   | 3 000 mm                               | 3 000 mm                               | 3 000 mm                               | 3 000 mm                                | 3 000 mm                                |
| Interieurhoogte                          | 2 380 mm                               | 2 380 mm                               | 2 380 mm                               | 2 380 mm                                | 2 380 mm                                |
| Interne breedte                          | 2 650 mm                               | 2 650 mm                               | 2 650 mm                               | 3 070 mm                                | 3 070 mm                                |
| Oppervlakte stagebied                    | 15 m²                                  | 18 m²                                  | 21,5 m²                                | 22 m²                                   | 26 m²                                   |
| Instaphoogte (normaal / geknield)        | 350 mm / 280 mm                        | 350 mm / 280 mm                        | 350 mm / 280 mm                        | 350 mm / 280 mm                         | 350 mm / 280 mm                         |
| Wielbasis                                | 5 440 mm                               | 6 800 mm                               | 8 210 mm                               | 6 800 mm                                | 8 210 mm                                |
| Vooroverbouw                             | 3 270 mm                               | 3 270 mm                               | 3 270 mm                               | 3 270 mm                                | 3 270 mm                                |
| Achteroverbouw                           | 3 240 mm                               | 3 240 mm                               | 3 240 mm                               | 3 240 mm                                | 3 240 mm                                |
| Draaicirkel                              | 22,60 m                                | 26,48 m                                | 30,43 m                                | 26,76 m                                 | 30,72 m                                 |
| Motor                                    | EEV Euro 3 / 4 / 5 MAN SE D 0836 LOH   | EEV Euro 3 / 4 / 5 MAN SE D 0836 LOH   | EEV Euro 3 / 4 / 5 MAN SE D 0836 LOH   | EEV Euro 3 / 4 / 5 MAN SE D 0836 LOH    | EEV Euro 3 / 4 / 5 MAN SE D 0836 LOH    |
| Vermogen                                 | 162 kW (220 pk)                        | 162 kW (220 pk)                        | 162 kW (220 pk)                        | 162 kW (220 pk)                         | 162 kW (220 pk)                         |
| Versnellingsbak                          | Automaat Voith of ZF                   | Automaat Voith of ZF                   | Automaat Voith of ZF                   | Automaat Voith of ZF                    | Automaat Voith of ZF                    |
| Aantal deuren                            | 4                                      | 4 (optioneel: 6)                       | 6                                      | 4 (optioneel: 6)                        | 6                                       |
| Ledig gewicht                            | 11 600 kg                              | 12 200 kg                              | 13 000 kg                              | 13 000 kg                               | 13 500 kg                               |
| Maximaal gewicht                         | 18 000 kg                              | 18 750 kg                              | 20 400 kg                              | 20 400 kg                               | 23 690 kg                               |
| Aantal zitplaatsen                       | 7 (1 + 1 + 5) - 9 (2 + 2 + 5) plaatsen | 7 (1 + 1 + 5) - 9 (2 + 2 + 5) plaatsen | 7 (1 + 1 + 5) - 9 (2 + 2 + 5) plaatsen | 8 (1 + 1 + 6) - 10 (2 + 2 + 6) plaatsen | 8 (1 + 1 + 6) - 10 (2 + 2 + 6) plaatsen |
| Aantal staanplaatsen (5 passagiers / m²) | 81 plaatsen                            | 96 plaatsen                            | 116 plaatsen                           | 117 plaatsen                            | 137 plaatsen                            |
| Aantal staanplaatsen (4 passagiers / m²) | 66 plaatsen                            | 78 plaatsen                            | 94 plaatsen                            | 95 plaatsen                             | 111 plaatsen                            |
| Maximaal aantal passagiers               | ca. 73 - 88 personen                   | ca. 85 - 103 personen                  | ca. 101 - 123 personen                 | ca. 103 - 125 personen                  | ca. 119 - 145 personen                  |

## Inzet
In totaal zijn er meer dan 1200 bussen gebouwd, ze worden of werden gebruikt op 155 vliegvelden in 75 verschillende landen. De meeste bussen, ca. 400 stuks, rijden in het Midden-Oosten. De vliegvelden van onder andere Dubai, Egypte en Yantai zijn grootgebruikers. De grootste afnemer is Dubai International Airport, waar 120 Neoplan Airline-bussen dienstdoen.

## Vergelijkbare producten
- Contrac Cobus COBUS
- King Long XMQ 6139B
- LAZ AeroLAZ
- MAZ-171
- Youngman JNP6140